# Hale Soygazi
Hale Soygazi (Estambul, 21 de septiembre de 1950) es una actriz y anterior modelo y reina de belleza turca. Debutó en el cine en 1972 en la película İtham Ediyorum. Su última aparición en las pantallas turcas se dio en 2004, en la película Sil Baştan.

## Biografía
Hale nació el 21 de septiembre de 1950 en Estambul, Turquía. Estudió filología francesa en su etapa universitaria. Fue coronada como Señorita Turquía en 1973 y apareció en algunas campañas publicitarias y en la portada de varias revistas. Tras debutar en el cine en la película de 1972 İtham Ediyorum, hizo su debut como protagonista principal en el filme de 1972 Kara Murat junto al famoso actor Cüneyt Arkın. En 1978 ganó su primer premio Golden Orange en la categoría de mejor actriz por su desempeño en la película Maden.

### Plano personal
Estuvo casada con el cantante de folk Ahmet Özhan, quien actuó con ella en la película Çocuğumu İstiyorum, pero la pareja se divorció tiempo después. Más tarde se casó con el periodista turco Murat Belge.

## Filmografía
| - 2004 - Sil Baştan - 1997 - Bir Umut - 1996 - Usta Beni Öldürsene - 1995 - Aşk Üzerine Söylenmemiş Herşey - 1992 - Cazibe Hanımın Gündüz Düşleri - 1990 - Bekle Dedim Gölgeye - 1989 - Küçük Balıklar Üzerine Bir Masal - 1989 - Cahide - 1987 - Kadının Adı Yok Işık - 1985 - Bir Avuç Cennet - 1984 - Bir Yudum Sevgi - 1978 - Maden - 1977 - Kördüğüm - 1977 - Sevgili Dayım - 1976 - Süt Kardeşler - 1975 - Nereden Çıktı Bu Velet - 1975 - Adamını Bul - 1975 - Gece Kuşu Zehra - 1975 - Bak Yeşil Yeşil - 1975 - Küçük Bey - 1974 - Mirasyediler - 1974 - Kanlı Deniz | - 1974 - Unutma Beni - 1974 - Ceza Alev - 1974 - Unutama Beni - 1974 - Gariban - 1973 - Aşk Mahkumu - 1973 - Kabadayının Sonu - 1973 - Ölüme Koşanlar - 1973 - Şüphe - 1973 - Tatlım - 1973 - Aşkımla Oynama - 1973 - Bataklık Bülbülü - 1973 - Arap Abdo - 1973 - Vurun Kahpeye - 1973 - Oh Olsun - 1973 - Sevilmek İstiyorum - 1973 - Bir Demet Menekşe - 1973 - Çocuğumu İstiyorum - 1973 - Mahkum - 1972 - Bir Garip Yolcu - 1972 - Kara Murat: Fatih'ın Fedaisi - 1972 - Kahbe / Bir Kız Böyle Düştü - 1972 - İtham Ediyorum |

## Premios y reconocimientos
| Evento y premio                                                  | Año  | Categoría    | Película        |
| ---------------------------------------------------------------- | ---- | ------------ | --------------- |
| Festival Internacional de Cine de Antalya - Premio Golden Orange | 1978 | Mejor actriz | Maden           |
| Festival Internacional de Cine de Antalya - Premio Golden Orange | 1984 | Mejor actriz | Bir Yudum Sevgi |